# Canal Smyth
El canal Smyth  es un canal patagónico principal, longitudinal, de la Patagonia chilena. Su rama sur es la continuación hacia el sur del canal Sarmiento.
Administrativamente pertenece a la XII Región de Magallanes y de la Antártica Chilena.
Este canal era navegado por el pueblo kawésqar desde hace unos 6.000 años hasta fines del siglo XX, pues habitaban en sus costas.

## Geografía
Su entrada norte está en el estrecho Nelson (51°36′10″S 74°48′12″O / -51.60278, -74.80333), punto entre el cabo Charlton y el extremo occidental de las islas Lobos y termina donde se alinean el cabo Phillip, extremo sur de la isla Manuel Rodríguez, con la península Merino del continente, punto en que se une al estrecho de Magallanes (52°46′05″S 73°50′10″O / -52.76806, -73.83611).
Su largo total es de aproximadamente 177,8 km (96 millas marinas). El canal tiene 2 ramas, la del NW, muy poco usada y que tiene 50 millas marinas de largo y la rama sur, con 46 millas de largo, que es muy usada por la navegación comercial y que va desde su unión con el canal Sarmiento, en el extremo sur del paso Victoria, hasta el punto, ya indicado, en que se une al estrecho de Magallanes.
El canal está bordeado por las siguientes islas:
- ribera oriental, islas Piazzi, Taraba, Huntel, costa continental de la península Muñoz-Gamero;
- ribera occidental, islas Wilson, Rennell, Pedro Montt y Manuel Rodríguez.

### Orografía
El canal está flanqueado por cadenas de montañas de roca granítica que en su parte inferior tienen muy poca vegetación debido a los permanentes vientos que las azotan.
En la rama noroeste los cerros son altos destacándose el monte Nuestra Señora de la Victoria (890 m) en la isla Contreras y el Lecky Look Out de 890 metros y el monte Lucía (510 m) en la Isla Diego de Almagro.
En la rama sur se encuentra el monte Burney de 1 767 metros en el sector continental de la península Muñoz Gamero; es un pico volcánico imponente que se destaca solitario del resto de las montañas cercanas. También se encuentran el monte Joy (443 m) y los picos Sainte Agnes (323 m) y Sainte Anne (513 m) en la isla Manuel Rodríguez.

## Navegación
Las corrientes de marea son regulares y débiles, pero influenciadas por los vientos reinantes.

### Señalización marítima
En la rama sur existen varios faros, boyas y balizas como ayuda a la navegación especialmente de los pasos Summer y Shoal y los canales Gray y Mayne que se encuentran en su curso.
Existen instrucciones especiales para la navegación de los sectores nombrados.
En el paso Shoal se encuentra el casco náufrago del ex "Santa Leonor" y en su salida sur los cascos náufragos del ex vapor "Moraleda", del vapor sueco "Magada", del vapor brasileño "Ponte Verde" y del ex vapor "Recreo.